# Ладия
Ладията е славянска лодка, чиято конструкция по всяка вероятност е заимствана от плавателните съдове на древните викинги.
Първоначално ладиите са правени от издълбани стволове на дъб или липа, върху които допълнително за издигане на борда са поставяни дъски. Впоследствие започнали да правят корпуса на ладиите само от дъски. На дължина ладиите са достигали до 20-ина метра, на ширина – до около 5 метра. Били снабдени с весла и платно и можели да поберат около 60 воина.
Широко са използвани в Киевска Рус.